# Фердинанд Максимилиан I фон Изенбург-Бюдинген
Фердинанд Максимилиан I фон Изенбург-Бюдинген (на немски: Ferdinand Maximilian I zu Isenburg-Büdingen; * 24 декември 1661, Бюдинген; † 14 март 1703, Вехтерсбах, Хесен) е граф на Изенбург-Бюдинген във Вехтерсбах.

## Биография
Той е син на Йохан Ернст фон Изенбург-Бюдинген (1625 – 1673) и съпругата му графиня Мария Шарлота фон Ербах-Ербах (1631 – 1693), дъщеря на граф Георг Албрехт I фон Ербах (1597 – 1647) и първата му съпруга графиня Магдалена фон Насау-Диленбург (1595 – 1633), дъщеря на граф Йохан VI фон Насау-Катценелнбоген-Диц.
През 1687 г. графството се разделя между Фердинанд Максимилиан I и братята му на специалните (странични) линии „Изенбург-Бюдинген-Бюдинген“, „Изенбург-Бюдинген-Мариенборн“, „Изенбург-Бюдинген-Меерхолц“ и „Изенбург-Бюдинген-Вехтерсбах.“ Най-големият му брат Йохан Казимир (1660 – 1693) получава Изенбург-Бюдинген в Изенбург, Фердинанд Максимилиан I получава Изенбург-Бюдинген във Вехтерсбах, Георг Албрехт (1664 – 1724), Изенбург-Бюдинген в Меерхолц, и Карл Август (1667 – 1725), Изенбург-Бюдинген в Мариенборн (при Майнц).
Фердинанд Максимилиан I се жени на 1 юли 1685 г. в Берлебург за графиня Албертина Мария фон Сайн-Витгенщайн-Берлебург (* 29 януари 1663, Берлебург; † 29 ноември 1711, Вехтерсбах), дъщеря на граф Георг Вилхелм фон Сайн-Витгенщайн-Берлебург (1636 – 1684). Брат му Георг Албрехт се жени 1691 г. за нейната сестра Амалия Хенриета (1664 – 1733).
През 1687 г. Фердинанд Максимилиан I прави Вехтерсбах за своя резиденция и основава новата линия Изенбург-Вехтерсбах.

## Деца
Фердинанд Максимилиан I и Албертина Мария имат децата:
- Вилхелмина Ернестина (1686 – 1686)
- Мария Шарлота фон Изенбург-Бюдинген (1687 – 1716), омъжена на 18 декември 1711 г. във Вехтерсбах за граф Казимир фон Сайн-Витгенщайн-Берлебург (1687 – 1741)
- Фридрих Вилхелм (1688 – 1688)
- Емилия Албертина (1689 – 1758)
- Фердинанд (1691 – 1701)
- Фердинанд Максимилиан II (1692 – 1755), граф на Изенбург-Бюдинген във Вехтерсбах, женен I. на 28 май 1713 г. в Бюдинген за графиня Албертина Ернестина фон Изенбург-Бюдинген (1692 – 1724), II. на 7 декември 1725 г. в Гедерн за графиня Ернестина Вилхелмина фон Щолберг-Гедерн (1695 – 1759)
- Кристина Луиза (1693 – 1693)
- Фридрих Магнус (1694 – 1694)
- Георг Август (1695 – 1696)
- дъщеря (*/† 1696)
- Амалия Албертина Вилхелмина (1699 – 1699)
- Вилхелм (1700 – 1747), граф на Изенбург-Бюдинген във Вехтерсбах-Ронебург, женен през 1730 г. в Дюркхайм за графиня Йохана Поликсена фон Лайнинген-Дакхсбург-Харденбург (1709 – 1750)
- Густав Адолф (1702 – 1703)
- Йохан Ернст (1703 – 1704)